# Emil Leeb
Pour les articles homonymes, voir Leeb.
Emil Leeb (17 juin 1881 à Passau - 8 septembre 1969 à Munich) est un General der Artillerie allemand qui a servi au sein de la Heer dans la Wehrmacht pendant la Seconde Guerre mondiale.

## Promotions
| Fähnrich               | 7 juillet 1901    |
| Leutnant               | 9 mars 1903       |
| Oberleutnant           | 26 octobre 1911   |
| Hauptmann              | 1er juin 1915     |
| Major                  | 1er février 1925  |
| Oberstleutnant         | 1er décembre 1929 |
| 'Oberst                | 1er octobre 1932  |
| Generalmajor           | 1er juillet 1935  |
| Generalleutnant        | 1er août 1937     |
| General der Artillerie | 1er avril 1939    |

## Décorations
- Croix de fer (1914)
  - 2e Classe
  - 1re Classe
- Kgl. Bayer. Prinz-Regent-Luitpold Jubiläums-Medaille
- Kgl. Bayer. Militär-Verdienstorden 4e Classe avec glaives
- k.u.k. Österr. Militär-Verdienstkreuz3e Classe avec les décorations de guerre
- Croix d'honneur pour combattants 1914-1918
- Médaille de service de la Wehrmacht 4e à 1re Classe
- Agrafe de la Croix de fer (1939)
  - 2e Classe
  - 1re Classe
- Croix du mérite de guerre avec glaives
  - 2e Classe
  - 1re Classe
- Croix de chevalier de la Croix du mérite de guerre avec glaives le 14 juin 1944 en tant que General der Artillerie et Chef des Heeres-Waffenamtes/OKH
- Croix allemande en Argent le 1er septembre 1943 en tant que General der Artillerie et Chef des Heeres-Waffenamtes/ OKH